# Skeleton na Zimowych Igrzyskach Olimpijskich 2014 – kwalifikacje

## Zasady kwalifikacji
W igrzyskach weźmie udział 50 zawodników (30 mężczyzn oraz 20 kobiet).
Kwalifikacja oparta jest na światowym rankingu z 20 stycznia 2014 roku. Każdy kontynent i gospodarz mogą wystawić zawodników, pod warunkiem, że spełnią oni poniższe warunki. Skeletoniści muszą wziąć udział w 5 różnych zawodach na 3 różnych trasach w trakcie sezonu 2012/2013 lub 2013/2014. Mężczyźni muszą być w najlepszej 60 światowego rankingu, zaś kobiety w pierwszej 45.
W konkurencji mężczyzn weźmie udział 30 zawodników (3 komitety olimpijskie wystawią trzech zawodników, 7 komitetów wystawi dwóch i 4 komitety wystawią po jednym zawodniku). W kobiecej konkurencji do obsadzenia jest 20 miejsc (2 komitety olimpijskie wystawią trzy zawodniczki, 4 komitety dwie, a pozostałe komitety po jednej).

## Przydział kwot startowych

### Mężczyźni
| Liczba zawodników | Suma zawodników | Liczba komitetów |
| ----------------- | --------------- | ---------------- |
| 3                 | 9               | 3 NKOl           |
| 2                 | 14              | 7 NKOl           |
| 1                 | 4               | 4 NKOl           |
|                   | 27              |                  |

### Kobiety
| Liczba zawodniczek | Suma zawodniczek | Liczba komitetów |
| ------------------ | ---------------- | ---------------- |
| 2                  | 6                | 3 NKOl           |
| 2                  | 8                | 4 NKOl           |
| 1                  | 3                | 3 NKOl           |
|                    | 17               |                  |